# Палац Бжозовського
Палац Бжозовського (Шахський палац) — пам'ятка архітектури в Одесі. Палац розташований по вулиці Гоголя, 2.
Споруджувався з 1851 по 1852 рік за проєктом польського архітектора Фелікса Ґонсьоровського.

## Історія
Першим власником палацу був земляк архітектора — польський шляхтич Зенон Бжозовський. У 1880-ті комплекс будівель будинку Бжозовського був проданий новому власнику — Йосипу Шенбеку, а з 1909 по 1917 він належав перському шаху — Мохаммеду Алі, який утік в Одесу від революції в Ірані. Звідси й місцева назва — «Шахський палац».
Зведений з каменю-черепашника і фанерований інкерманським каменем. Його стилістика — поєднання ранньої англійської готики і середньовічного французького зодчества.
У плані будівля має форму літери «Г» і складається з двох корпусів: східного і північного, орієнтованого на захід. Східний корпус огороджений від вулиці металевою решіткою. Глуха брандмауерна стіна сусіднього будинку та корпусу самого палацу утворюють «Г»-подібний напівзамкнений двір.
За час існування архітектурний вигляд будівлі не зазнав істотних змін, але в результаті ремонтів і внутрішніх перепланувань весь інтер'єр, окрім вестибюля та парадних сходів, було втрачено практично повністю: це мармурові каміни, паркетні підлоги і кахельні печі, столярні вироби ручної роботи.
Через неправильний відвід було втрачено і зовнішній декор. Цьому сприяло те, що кам'яне облицювання стін тинькували цементним розчином. До числа втрат можна віднести і початкове мощення, і малі архітектурні форми.
Головна будівля створена в стилі пізнього класицизму. Почесний двір (курдонер) облямований заокруглими галереями та металевим парканом. За палацом — невеликий пейзажний парк. До збережених паркових споруд належить Грот.
У 2000 архітектурно-реставраційним бюро Архпроект-МДМ був розроблений проєкт реставрації палацу. Реставрація тривала з 2000 по 2004.

## Світлини

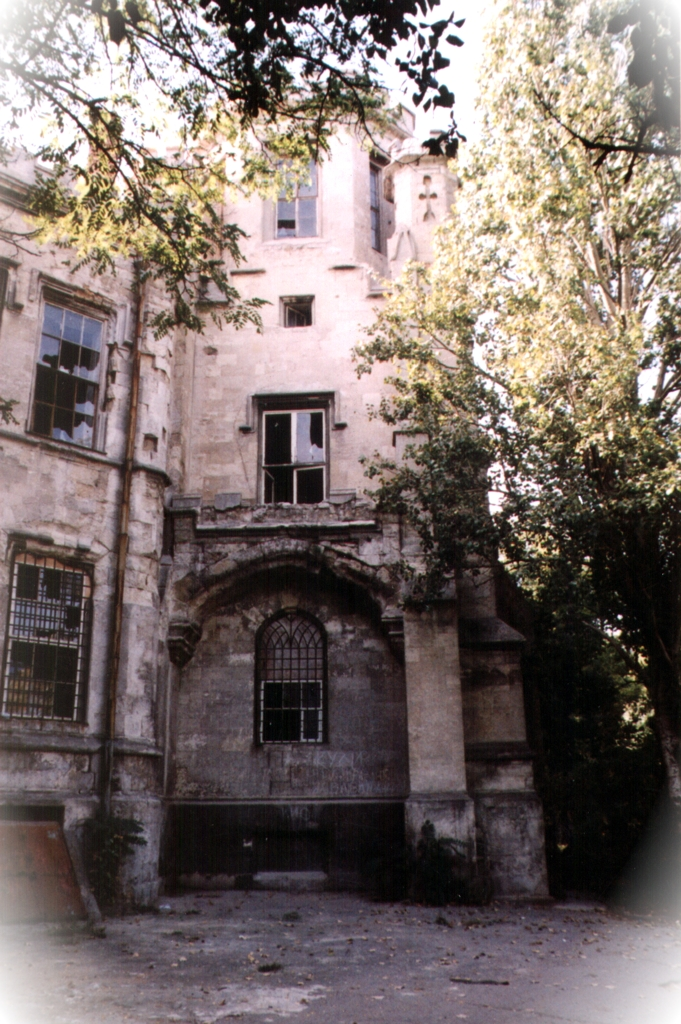
1999, до реставрації
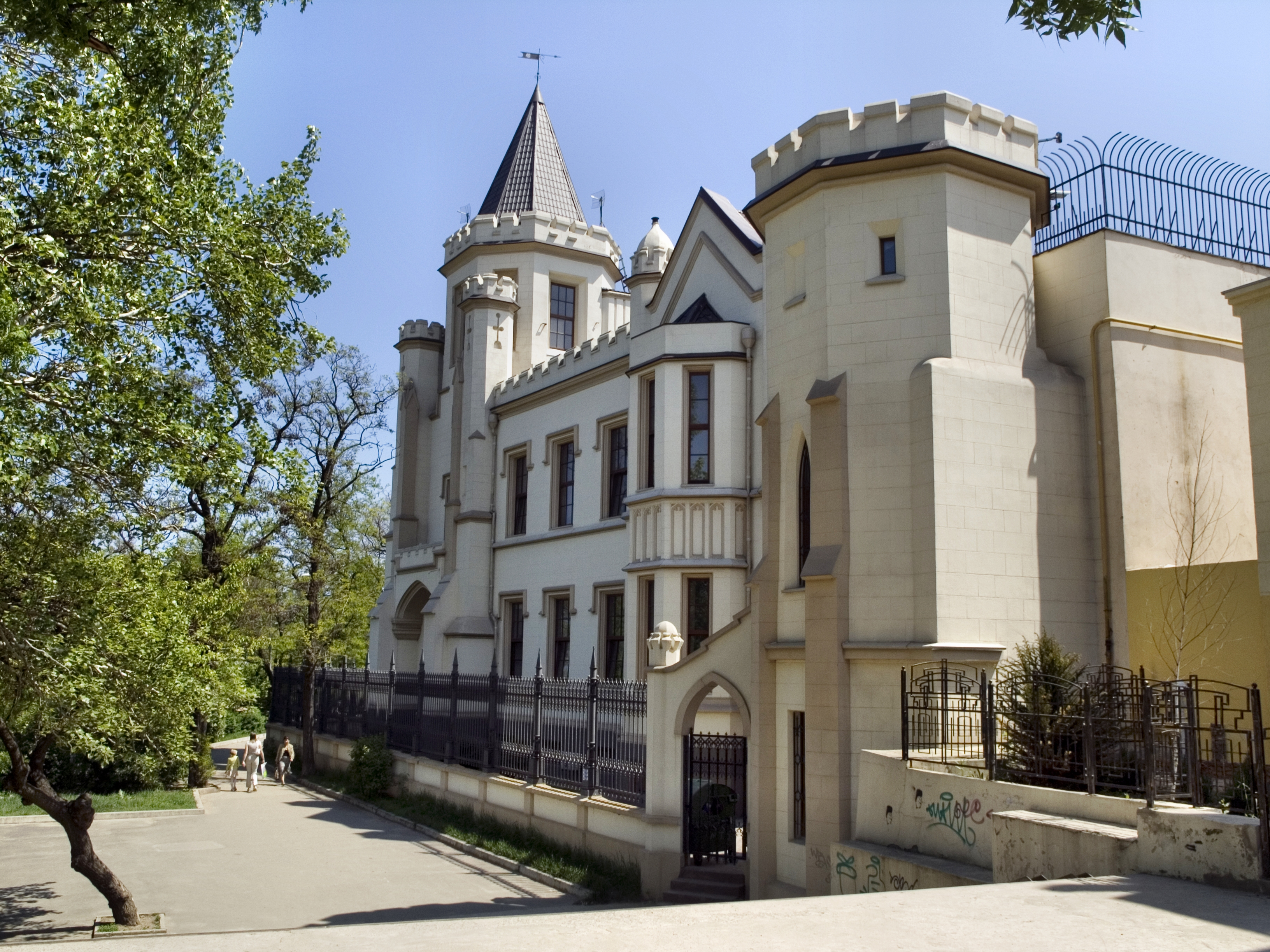
Сучасний стан
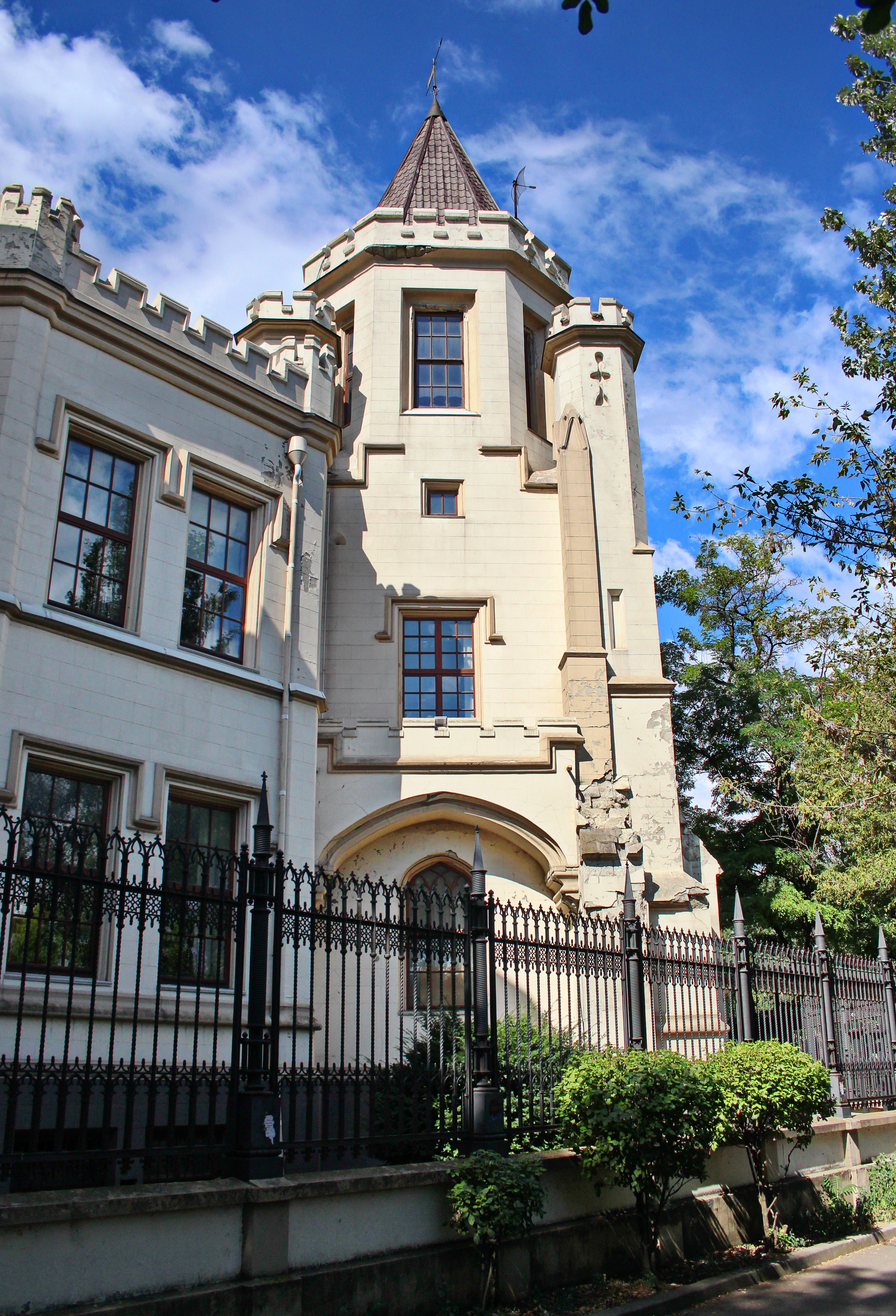
Сучасний стан